# Термодинамика атмосферы
Термодина́мика атмосфе́ры — раздел физики атмосферы, посвящённый изучению процессов передачи и превращения тепла в работу (и наоборот) в атмосфере Земли в связи с изучением физики погодных явлений или климата на основе фундаментальных законов классической термодинамики. 
Исследования в этой области необходимы для понимания свойств атмосферной турбулентности, конвекции, динамики планетарного пограничного слоя и его вертикальной устойчивости. Термодинамика атмосферы служит основой для моделирования процессов в облаках, используется при параметризации конвекции в численных моделях динамики атмосферы, прогноза погоды и теории климата. Термодинамические диаграммы применяются в качестве инструмента прогнозирования развития шторма. Термодинамика атмосферы является составной частью курса динамической метеорологии.

## История
- В 1782 году Шарль изобрёл воздушный шар, наполненный водородом, и применил его для измерения температуры и давления в атмосфере над Парижем. Открыл закон Шарля.
- В 1801 году Дальтон открыл закон сложения парциальных давлений, носящий его имя.
- В 1805 году Лаплас открыл закон изменения давления с высотой.
- В 1823 году Пуассон сформулировал уравнение, носящее его имя, связывающее изменение температуры с изменением давления в адиабатическом процессе.
- В 1841 году Джеймс Поллард Эспи выявил важную роль выделения скрытой теплоты парообразования в поддержании энергии циклонов, предложил теорию образования фёна.
- В 1860 году Томсон дал теорию влажноадиабатического процесса.
- В 1884 году Герц предложил первую аэрологическую диаграмму (эмаграмму)[2].
- В 1888 году Бецольд публикует первую монографию[3] , посвящённую термодинамике атмосферы, тем самым впервые определил этот раздел физики, как предмет самостоятельного исследования.
- В 1889 году Гельмгольц и Бецольд ввели понятие потенциальной температуры.
- В 1893 году Асман сконструировал первый аэрозонд, измеряющий температуру, давление и влажность.
- В 1930 году Молчанов запустил первый в мире радиозонд.

## Термодинамика ячейки Хэдли

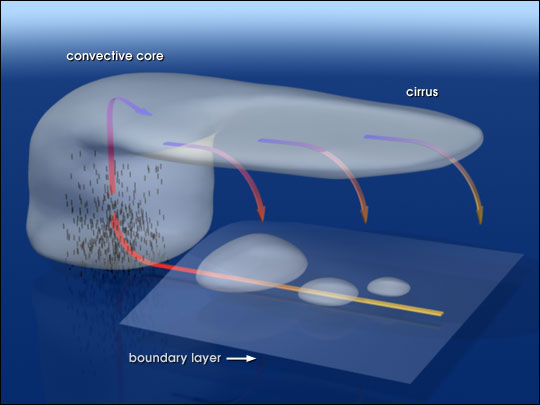
Влажная конвекция в тропической атмосфере

Физические процессы в ячейке Хэдли могут рассматриваться как результат работы атмосферной тепловой машины. Циркуляция в ячейке является результатом подъёма тёплого и влажного воздуха в экваториальной области с его охлаждением и опусканием в субтропиках. Оценка термодинамического КПД такой тепловой машины в период с 1979 по 2010 годы 
оказалась примерно постоянной, в среднем равной 2,6 %. В то время как мощность, генерируемая ячейкой Хэдли, за тот же промежуток времени росла в среднем на 0,54 ТВт в год, что явилось результатом наблюдаемой тенденции изменения температуры поверхности тропических морей.

## Термодинамика тропического циклона
Термодинамические процессы играют определяющую роль в развитии тропического циклона (урагана). Обычно, развитие урагана представляется как результат работы атмосферной тепловой машины, в которой воздух нагревается за счёт теплообмена с поверхностью океана, имеющей температуру около 300 К, поднимается в результате конвекции и охлаждается у тропопаузы, которая имеет температуру около 200 К. При этом важную роль играют фазовые переходы воды. На поверхности океана происходит интенсивное испарение. Тёплый, восходящий воздух при его подъёме расширяется и охлаждается. Достигнув точки росы, водяной пар конденсируется, формируя облака и ливневые осадки. Выделение скрытого тепла при конденсации обеспечивает приток энергии, поддерживающий механическую энергию урагана.

## Термодинамика пограничного слоя
Термические условия в пограничном слое атмосферы оказывают существенное влияние на его динамику и являются причиной его временно́й и пространственной изменчивости. Теоретические модели, использующие уравнение теплопроводности (уравнение притока тепла), уравнение состояния идеального газа, уравнение диффузии водяного пара лежат в основе теории процессов, протекающих в пограничном слое, в мезометеорологии. 
Теория (по крайней мере качественно) моделирует такие явления, как суточный ход параметров состояния атмосферы, бризы, влияние неоднородности подстилающей поверхности, орографические эффекты (горно-долинные ветры, ледниковые ветры, местные ветры: фён, бора, и др.), адвективные туманы. Исследования влияния термической стратификации на турбулентные потоки используются и при численном моделировании процесса рассеяния примесей в атмосфере.